# الجنات (حبيش)

تعديل مصدري - تعديل

الجنات هي إحدى قرى عزلة التفادي بمديرية حبيش التابعة لمحافظة إب، بلغ تعداد سكانها 628 نسمة حسب تعداد اليمن لعام 2004.